# Культурный код (книга)
Культу́рный код (или «Культу́рный код: Как мы живём, что покупа́ем и почему́») (англ. The Culture Code: An Ingenious Way to Understand Why People Around the World Live and Buy As They Do) — книга, написанная Клотером Рапаем, психологом, бизнес-консультантом, основателем и CEO Archetype Discoveries Worldwide.

## Основная идея
Согласно Клотеру Рапаю, «культурный код — это бессознательный смысл той или иной вещи или явления, будь то машина, еда, отношения, даже страна в контексте культуры, в которой мы воспитаны». Теория Рапая основана на теории импринтинга. Запечатленные в детстве образы влияют на то, как мы воспринимаем различные явления во взрослой жизни, какие у нас есть ассоциации с тем или иным предметом, событием и так далее. Культурные коды разных стран отличны друг от друга. По теории Клотера Рапая, понимание культурных кодов разных наций дает ключ к пониманию поведения представителей этих наций.
Идея Клотера Рапая применима в бизнесе. Многие всемирно известные компании, такие как IBM, Ford, Lego, Shell, Renault и другие, пользуются его услугами. Понимание культурных кодов и применение этой теории на практике помогает компаниям более эффективно продвигать свои продукты и услуги на рынках разных стран.
В книге теория культурных кодов раскрывается на примере американской культуры, при этом автор часто прибегает к сравнению американских культурных кодов с культурами других стран, в частности, Франции, Германии, Японии.

## Содержание

### Коды любви, обольщения и секса
Рапай Клотер говорит о том, что американская культура похожа на характер подростка. Многие признаки, характерные для переходного возраста, присущи американской культуре, так как это относительно молодая культура. В американской культуре код любви — это обманутые ожидания. Во Франции понятие любви тесно связано с удовольствием, в Италии — с весельем. В Японии любовь ассоциируется с временной болезнью.
Код обольщения в Америке — манипулирование. Поэтому в своей рекламной кампании в Америке компания L'Oréal делала акцент не на соблазнительности женщины, а на её уверенности в себе, чтобы не вызвать негативных ощущений у американок.
Код секса в американской культуре, согласно Рапаю Клотеру, — насилие. Кроме того, по его мнению, американская культура относится к насилию более терпимо, чем к сексу.

### Коды красоты и лишнего веса
Код красоты в американской культуре — спасение мужчины, так как женщина может сделать мужчину лучше. А код лишнего веса — бегство (от проблем, неудач и т. д.).

### Коды молодости и здоровья
Американский код здоровья — движение. Поэтому компании, которые позиционируют свои продукты как предметы, дающие человеку мобильность, будут пользоваться успехом у американцев с большой вероятностью. В китайской культуре здоровье — это состояние, когда человек находится в гармонии с природой. А в Японии здоровье — это долг, так как здоровый человек живёт на благо своей семьи и общества, в котором родился.

### Коды домашнего очага и семейной трапезы
Код дома в американской культуре — это воссоединение, возобновление общения с близкими людьми. Самое важное помещение в доме для американца — это кухня. А культурный код семейной трапезы в Америке — свой круг. Для американцев важен ужин в кругу семьи.
В Японии совместной трапезе не придается так много значения, и японцы редко ужинают вместе.
В Англии ужин более формален, чем в Америке.
В Америке места с непринужденной атмосферой, где можно поесть и провести время с близкими, соответствуют культурному коду. Поэтому Happy Meal от McDonald’s сработал, ведь еда, ориентированная на детей, привлекает семьи.

### Коды работы и денег
Код работы в Америке — кем человек является в жизни. Для американцев работа — это не только способ заработать деньги, но место человека в жизни. Этим культурным кодом пользуется компания Ritz-Carlton, предоставляя своим служащим свободу действий и способствуя повышению самооценки персонала своей внутренней политикой.
Деньги для американцев — это доказательство, или, другими словами, мерило успеха.

### Коды качества и совершенства
Код качества в американской культуре — функциональность, продукт должен работать. А код совершенства — смерть. Американцы относятся к совершенству как к тому, чего нужно избежать, поскольку совершенство означает конец процесса. Именно поэтому американцы предпочитают менять каждые несколько лет свои машины, технику и так далее. Такой подход сильно отличается от мировоззрения японцев, которые стремятся достичь совершенства в создании продукта. Для японцев качество — это не роскошь, а необходимость, а совершенство в приоритете, что предопределено условиями, в которых они живут (много людей — мало ресурсов).

### Коды еды и алкоголя
Код еды в Америке — топливо. Для американцев не так важны кулинарные изыски, как для французов, например. Именно поэтому рестораны быстрого питания приобрели такую большую популярность в Америке, ведь они позволяют быстро подкрепиться, чтобы вновь продолжить движение.
Согласно Рапаю Клотеру, в Америке тесно связаны алкоголь и оружие. Вокруг алкоголя есть аура опасности для американца. Поэтому код алкоголя в американской культуре — оружие.

### Коды шопинга и роскоши
Код шопинга в Америке — приобщение к жизни. Это означает, что для большей части американцев поход по магазинам — это не просто совершение новых покупок, но и, по большей части, выход в свет.
Американский культурный код роскоши — знаки различия. Посредством предметов роскоши американцы демонстрируют окружающим свою принадлежность к определённому социальному классу.

### Америка
В трех последних главах Рапай Клотер говорит об Америке, такой, какой её видят другие культуры. Он говорит также о культурном коде американского президентства и самой Америки.

## Критика
Александр Павлович Репьев, президент Mekka Consulting, член Американской маркетинговой ассоциации и преподаватель в бизнес-школах, в своей рецензии на книгу «Культурный код: Как мы живем, что покупаем и почему» критикует подход Клотера Рапая к маркетингу и считает, что его выводы, по сути, ни на чём не основаны и во многом надуманы. Культурный код, по Клотеру Рапаю, который подойдет одной небольшой группе людей, не будет справедлив для другой, поэтому говорить о культурном коде для целой нации, тем более, такой страны как Индия, например, это глупо и безосновательно, считает Репьев.
Более того, А. П. Репьев критикует самого Рапая. Объясняется это следующим. Клотер Рапай заявляет, что он больше американец, чем сами американцы, потому что он выбрал быть им (Рапай — француз, но он давно эмигрировал в Америку и свою профессиональную деятельность осуществляет там). Однако, как считает Репьев, образ жизни Рапая и его имидж совсем не соответствуют образу настоящего американца.
Что же касается компаний, которые доверяют Клотеру Рапаю, Репьев полагает, что многим из них удобно прикрываться авторитетом успешного человека, который позиционирует себя как высококлассный специалист. При этом есть менеджеры и даже журналисты, которые вовсе не доверяют ему.